# قسم بهمئي غرمسيري الجنوبي الريفي (مقاطعة بهمئي)
قسم بهمئي غرمسیري الجنوبي الريفي (بالفارسية: دهستان بهمئی گرمسیری جنوبی) هي منطقة ريفية تقع في إيران في قسم. يقدر عدد سكانها بـ 8,288 نسمة .